# Годынь
Годынь (укр. Годинь) — село в Ратновской поселковой общине Ковельского района Волынской области Украины.
До 2020 года входило в Ратновский район.
Код КОАТУУ — 0724285502. Население по переписи 2001 года составляет 50 человек. Почтовый индекс — 44110. Телефонный код — 3366. Занимает площадь 0,29 км².